# (608) Adolfine
(608) Adolfine ist ein Asteroid des Hauptgürtels, der am 18. September 1906 vom deutschen Astronomen August Kopff in Heidelberg entdeckt wurde. 
Der Asteroid ist benannt nach Jenny Adolfine Kessler, einer Freundin des Entdeckers.